# Ippachgraben
Der Ippachgraben ist ein 2 Kilometer langer Gebirgsbach und linker Zufluss zur Bregenzer Ach. Die Quelle liegt direkt beim Schneiderkopf, einem Berg der Lorenaberge im Bregenzerwaldgebirge. Politisch liegt der Bach in den Gemeinden Buch und Bildstein im österreichischen Bundesland Vorarlberg.

## Name
Der Name leitet sich ab vom Ippachwald, einem großen geschlossenen Wald an der Nordflanke des Schneiderkopfes. Der Bach hat einen sehr tiefen markanten Graben quer durch den Ippachwald gebildet, daher der Name Ippachgraben.

## Geographie

### Verlauf
Die Quelle liegt westlich des Schneiderkopfs in einer Senke des dortigen Waldes. Die Senke ist mooriger Waldboden. Der Beginn des Wasserlaufs variiert je nach Niederschlagsmenge.
Bei Gewässerkilometer 1,85 quert eine Straße vom Bildsteiner Ortsteil Schneider zur Tomasini-Hütte. Bei Gewässerkilometer 1,65 quert die Forststraße Siegerhalde den Bach. Danach gräbt sich der Bach in eine tiefe Schlucht und ist bis Gewässerkilometer 0,43 unzugänglich, es gibt weder Forstwege noch Wanderwege in der Schlucht. Ein Überqueren der Schlucht ist nicht möglich, weil die Wände steil, felsig und instabil sind. Bei Gewässerkilometer 0,43 wurde nach einem Unwetter durch Hangrutschungen die Alte Bucherstraße zerstört, erst Jahre später wurde zumindest ein Wanderweg mit Brücke wieder errichtet. Bei Gewässerkilometer 0,35 ist die Ippachbrücke der Bucherstraße L14. Auch hier gibt es immer wieder Vermurungen und Steinschlag.
Unterhalb der Bucherstraße beginnt das Europaschutzgebiet Bregenzerachschlucht. Der Bach fällt steil ab zur Bregenzer Ach.

### Nebenbäche
Der Zwickgabelgraben, Gewässerkennzahl AT/81111301, mündet bei Gewässerkilometer 0,65 von links in den Ippachgraben, dieser kommt ebenfalls aus einer Waldschlucht. Weitere kleine Zuflüsse sind namenlos.

## Geologie
Der Bach liegt im Bereich der Unteren Süßwassermolasse, das Gestein wird von Glaukonitsandsteinen und Mergeln der Granitischen Molasse aufgebaut.

## Bedeutung
Der Ippachgraben war immer schon ein Verkehrshindernis. Die Besiedelung des Bregenzerwaldes erfolgte nicht dem Fluss entlang, weil die Hänge steil sind und immer wieder von tiefen Seitentobeln durchbrochen werden. Auch heute noch gibt es nur die 1935 eröffnete Bucher Straße, die den Ippachgraben quert und einen Wanderweg auf der Trasse der Alten Bucherstraße, der immer wieder wegen Hangrutschungen erneuert werden muss, zuletzt 2022.
Durch die Unzugänglichkeit ist der Wald in der Schlucht sehr naturnahe. Der unterste Teil steht als Teil des Natura-2000-Gebiets Bregenzerachschlucht unter Naturschutz.